# Prêmio Grande Otelo de Melhor Série de Ficção
Prêmio Grande Otelo de Melhor Série de Ficção é um dos prêmios oferecidos pela Academia Brasileira de Cinema e Artes Audiovisuais (ABCAA), entregue em honra a melhor série televisiva do ano. A categoria está presente no Prêmio Grande Otelo desde 2019.

## Vencedoras e indicadas
Na tabela a seguir, os anos estão listados de acordo com a realização da cerimônia dos prêmios da Academia Brasileira de Cinema e, em geral, correspondem ao ano seguinte de lançamento da série.

### Década de 2010
| Ano         | Série                          | Produtora independente | Emissora               | Ref.  |
| ----------- | ------------------------------ | ---------------------- | ---------------------- | ----- |
| 2019 (18.ª) | Escola de Gênios               | Mixer                  | Gloob                  | [ 4 ] |
| 2019 (18.ª) | A Lei Do Riso: Crimes Bizarros | Movioca                | TV Aratu (SBT)         | [ 4 ] |
| 2019 (18.ª) | Mostra Tua Cara!               | Aldeia Produções       | TV Cultura             | [ 4 ] |
| 2019 (18.ª) | Natália                        | Academia De Filmes     | TV Brasil/Universal TV | [ 4 ] |
| 2019 (18.ª) | Z4                             | Formata Produções      | Disney Channel/SBT     | [ 4 ] |

### Década de 2020
| Ano         | Série                            | Produtora independente        | Emissora        | Ref.   |
| ----------- | -------------------------------- | ----------------------------- | --------------- | ------ |
| 2020 (19.ª) | TV Paga/OTT                      | TV Paga/OTT                   | TV Paga/OTT     | [ 5 ]  |
| 2020 (19.ª) | Sintonia                         | Los Bragas                    | Netflix         | [ 5 ]  |
| 2020 (19.ª) | Coisa Mais Linda                 | Prodigo Films                 | Netflix         | [ 5 ]  |
| 2020 (19.ª) | Aruanas                          | Maria Farinha Filmes          | Globoplay       | [ 5 ]  |
| 2020 (19.ª) | Detetives do Prédio Azul         | Conspiração                   | Gloob           | [ 5 ]  |
| 2020 (19.ª) | Sessão de Terapia                | Moonshot Pictures             | Globoplay/GNT   | [ 5 ]  |
| 2020 (19.ª) | TV Aberta                        |                               |                 | [ 5 ]  |
| 2020 (19.ª) | Cine Holliúdy                    | Glaz Entretenimento           | TV Globo        | [ 5 ]  |
| 2020 (19.ª) | Carcereiros                      | Gullane                       | TV Globo        | [ 5 ]  |
| 2020 (19.ª) | Elis - Viver é Melhor que Sonhar | Bravura Cinematográfica       | TV Globo        | [ 5 ]  |
| 2020 (19.ª) | Segunda Chamada                  | O2 Filmes                     | TV Globo        | [ 5 ]  |
| 2020 (19.ª) | Sob Pressão                      | Conspiração                   | TV Globo        | [ 5 ]  |
| 2021 (20.ª) | TV Paga/OTT                      | TV Paga/OTT                   | TV Paga/OTT     | [ 6 ]  |
| 2021 (20.ª) | Bom Dia, Verônica                | Zola Filmes                   | Netflix         | [ 6 ]  |
| 2021 (20.ª) | 1 Contra Todos                   | Conspiração                   | Fox             | [ 6 ]  |
| 2021 (20.ª) | Detetives do Prédio Azul         | Conspiração                   | Gloob           | [ 6 ]  |
| 2021 (20.ª) | Hard                             | Gullane                       | HBO             | [ 6 ]  |
| 2021 (20.ª) | Os Últimos Dias de Gilda         | Baleia Filmes                 | Canal Brasil    | [ 6 ]  |
| 2021 (20.ª) | TV Aberta                        | TV Aberta                     | TV Aberta       | [ 7 ]  |
| 2021 (20.ª) | Sob Pressão: Plantão Covid       | Conspiração                   | TV Globo        | [ 7 ]  |
| 2021 (20.ª) | Gilda, Lúcia e o Bode            | Conspiração                   | TV Globo        | [ 7 ]  |
| 2021 (20.ª) | Tá Puxado                        | All Screens Films             | TV Jornal (SBT) | [ 7 ]  |
| 2022 (21.ª) | TV Paga/OTT                      | TV Paga/OTT                   | TV Paga/OTT     | [ 8 ]  |
| 2022 (21.ª) | Dom                              | Conspiração                   | Prime Video     | [ 8 ]  |
| 2022 (21.ª) | Manhãs de Setembro               | O2 Filmes                     | Prime Video     | [ 8 ]  |
| 2022 (21.ª) | Chão de Estrelas                 | Carnaval Filmes               | Canal Brasil    | [ 8 ]  |
| 2022 (21.ª) | Colônia                          | Gullane, Sombumbo e TC Filmes | Canal Brasil    | [ 8 ]  |
| 2022 (21.ª) | Detetives do Prédio Azul         | Conspiração                   | Gloob           | [ 8 ]  |
| 2022 (21.ª) | Sintonia                         | Gullane                       | Netflix         | [ 8 ]  |
| 2022 (21.ª) | TV Aberta                        |                               |                 | [ 8 ]  |
| 2022 (21.ª) | Sob Pressão                      | Conspiração                   | TV Globo        | [ 8 ]  |
| 2022 (21.ª) | Exterminadores do Além           | Clube Filmes                  | SBT             | [ 8 ]  |
| 2022 (21.ª) | Laboratório Aloprado Tá On       | Entreteniarte Produções       | TVE RS          | [ 8 ]  |
| 2023 (22.ª) | Manhãs de Setembro               | O2 Filmes                     | Prime Video     | [ 9 ]  |
| 2023 (22.ª) | Bom Dia, Verônica                | Zola Filmes                   | Netflix         | [ 9 ]  |
| 2023 (22.ª) | Rota 66: A Polícia Que Mata      | Boutique Filmes               | Globoplay       | [ 9 ]  |
| 2023 (22.ª) | Sob Pressão                      | Conspiração                   | Globoplay       | [ 9 ]  |
| 2023 (22.ª) | Turma da Mônica - A Série        | Biônica Filmes                | Globoplay       | [ 9 ]  |
| 2024 (23.ª) | Cangaço Novo                     | O2 Filmes                     | Prime Video     | [ 10 ] |
| 2024 (23.ª) | Dom                              | Conspiração                   | Prime Video     | [ 10 ] |
| 2024 (23.ª) | Fim                              | Conspiração                   | Globoplay       | [ 10 ] |
| 2024 (23.ª) | A Vida pela Frente               | Daza Filmes                   | Globoplay       | [ 10 ] |
| 2024 (23.ª) | Betinho - No Fio da Navalha      | Formata Produções             | Globoplay       | [ 10 ] |